# Centrolene prosoblepon
Centrolene prosoblepon är en groddjursart som först beskrevs av Oskar Boettger 1892.  Centrolene prosoblepon ingår i släktet Centrolene och familjen glasgrodor. Inga underarter finns listade i Catalogue of Life.
IUCN listar arten i släktet Espadarana.
Denna groda förekommer i Centralamerika och norra Sydamerika från södra Honduras till nordvästra Colombia och västra Ecuador. Den lever i låglandet och i bergstrakter upp till 1500 meter över havet. Habitatet utgörs av tropiska regnskogar i lägre regioner samt av molnskogar i bergstrakter. Arten vistas främst i ursprungliga skogar och den besöker tillfällig förändrade skogar. Centrolene prosoblepon vistas vanligen nära floder och mindre vattendrag.
Individerna är nattaktiva och de klättrar på den låga växtligheten. De stannar ofta i ett mycket begränsat område. Honor lägger sina ägg på blad som växer ovanför vattnet.
Beståndet hotas av skogsavverkningar när jordbruksmark etableras. Ett annat hot är vattendragens övergödning. Populationsminskningen i Costa Rica kan bero på en sjukdom som orsakas av svampen Batrachochytrium dendrobatidis. Allmänt är Centrolene prosoblepon inte sällsynt. IUCN kategoriserar arten globalt som livskraftig.